# Бишкіль (селище)
Бишкіль (рос. Бишкиль) — селище у Чебаркульському районі Челябінської області Російської Федерації.
Входить до складу муніципального утворення Бишкильське сільське поселення. Населення становить 1760 осіб (2010).

## Історія
Від 1935 року належить до Чебаркульського району Челябінської області.
Згідно із законом від 16 листопада 2004 року органом місцевого самоврядування є Бишкильське сільське поселення.

## Населення
| 2002 | 2010  |
| ---- | ----- |
| 1915 | ↘1760 |